# Кутан (висілок)
Кутан (мн. кутани) - в первинному, вузькому сенсі слова, стоянка пастухів на зимовому пасовищі. Зараз - це населений пункт, який адміністративно входить до гірського району, але розташований на рівнині, в зоні відгонного тваринництва. Може складатися від одного до кількох десятків і сотень домоволодінь. Часто не мають офіційного статусу або назви, але з часом можуть отримувати офіційний статус сільського населеного пункту і назву (наприклад, село Зарічне (Кизлярський район) - колишній Кутан клг. ім. Шаумяна).
Широке розповсюдження мають у Дагестані.

## Історія
Кутати стали утворюватися після встановлення Радянської влади. Для розвитку гірських районів і тваринництва в них, вівчарським колгоспам та радгоспам були надані землі на рівнині для зимового відгону худоби. На виділених землях створювалися стоянки для пастухів, що складалися з одного-двох будинків і господарських будівель. З часом частина населення (чи все населення) гірського аулу (села) переселялася на рівнину і утворювала великий населений пункт. Території, що виділялися під відгонне тваринництво, часто розташовувалися на землях колишніх кумицьких, російських, німецьких і чеченських сіл і хуторів, колишнє населення яких покинуло їх з власної волі чи було виселено. Тому часто за кутанами закріплюються колишні назви цих населених пунктів: Полтавка, Казі-юрт, Шпренгель і т.і.

## Конфлікти навколо кутанів
Через розростання кутанів історична область Кумикія зараз має змішане населення корінних кумиків та переселенців з гірських районів Дагестану, у першу чергу — аварців. Відбуваються земельні конфлікти між кумиками з одного боку, та аварцями і лакцями — з другого. Мешканці частини кутанів не зараховуються у населення районів, на території яких вони знаходяться, а реєструється у тих гірських районах, вихідцями з яких вони є. Кількість незареєстрованих мешканців інколи перевищує чисельність офіційного населення району.